# Karen Russell
Karen Russell (Miami, 10 de juliol de 1981) és una novel·lista i escriptora d'històries breus dels Estats Units. La seva primera novel·la, Terra de caimans (Swamplandia!) li va merèixer ésser finalista del Premi Pulitzer d'Obres de Ficció de 2012, que va quedar desert perquè cap dels finalistes va aplegar prou vots del jurat. L'any 2013 va rebre una beca Genius Grant de la Fundació MacArthur, i és considerada una de les millors novel·listes americanes del moment.

## Biografia i carrera
Russell va estudiar espanyol a la Northwestern University, i també té un màster en belles arts per la Universitat de Colúmbia. No obstant, va decantar la seva carrera vers l'escriptura a finals de la primera dècada dels 2000. Les seves històries curtes s'han publicat a The Best American Short Stories, Conjunctions, Granta, The New Yorker, Oxford American i Zoetrope: All-Story.
L'any 2009 va ser nomenada entre els 5 escriptors menors de 35 anys per la National Book Foundation pel seu primer llibre, titulat St. Lucy's Home for Girls Raised by Wolves, que la feu mereixedora del premi Bard de ficció de l'any 2011. És escriptora resident al Bard College.
El seu segon llibre i primera novel·la, titulat Terra de caimans (Swamplandia!), fou preseleccionat pel premi Orange de 2011, i també formà part de la llista dels millors llibres de 2011 que elaborà el The New York Times. La novel·la fou premiada amb el premi Young Lions de ficció de l'any 2012, concedit per la Biblioteca Pública de Nova York. Aquell mateix any, Russell va rebre el premi Berlin, i la primavera de 2012 fou professora visitant a l'acadèmia americana de Berlín.
L'any 2012, Terra de caimans fou nomenat finalista del Premi Pulitzer d'Obres de Ficció. Tanmateix, aquell any el premi restà desert perquè cap dels tres finalistes aplegà prou vots. Aquell mateix any, la història curta titulada "The Hox River Window", publicada a Noetrope: All-Story, fou premiada amb el premi National Magazine de ficció.

## Obra publicada
- Russell, Karen. St. Lucy's home for girls raised by wolves. 1a ed..  Nova York: Knopf, 2006. ISBN 978-0-307-26398-8.
- Russell, Karen. Swamplandia!. 1a ed..  Nova York: Alfred A. Knopf. ISBN 978-0-307-26399-5.
- Russell, Karen. Vampires in the lemon grove stories. 1a ed..  Nova York: Alfred A. Knopf, 2013. ISBN 978-0-307-96108-2.

Traduccions al català
- Karen, Russell; trad. Marta Pera Cucurell. Terra de caimans [«Swamplandia»]. 1a ed..  Barcelona: Edicions del Periscopi, 2012. ISBN 9788494049002.